# 김세윤 (1999년)
김세윤(한국 한자: 金歲尹, 1999년 4월 29일~)은 대한민국의 축구 선수이며, 포지션은 공격수이다.

## 축구인 경력
무산중학교 축구부를 거쳐 2015년 대전 시티즌의 유스 산하 팀인 충남기계공업고등학교 축구부를 나온 김세윤은 2016년 대한민국 U-17 축구 국가대표팀에 선발되어 카타르 3개국 친선대회에 출전, 카타르와 말리와의 경기에 출전했으며, 이후 이스라엘 4개국 친선대회에 대표팀에도 승선해 세르비아전에 출전했다.
2018시즌을 앞두고 우선지명으로 대전 시티즌에 입단하였다.
2022시즌을 앞두고 경남 FC로 이적했다.

## 국가대표팀 경력
김세윤은 충남기계공업고등학교 재학 시절, 대한민국 U-17 축구 국가대표팀에 선발되어 카타르 3개국 친선대회 및 이스라엘 4개국 친선대회 등에 참여하였다. 또한 김세윤은 2019년 FIFA U-20 월드컵 최종명단에 포함되었다. 아르헨티나와의 조별경기에서 교체 출장하였으며, 16강 일본전, 8강 세네갈전, 4강전 에콰도르와의 경기 그리고 결승전 우크라이나와의 경기에서 선발출장하였다. 8강 세네갈전에서는 후반 추가시간 극적인 동점골을 기록한 바 있다.